# Velký Luh
Velký Luh är en ort i Tjeckien.   Den ligger i regionen Karlovy Vary, i den västra delen av landet, 150 km väster om huvudstaden Prag. Velký Luh ligger 485 meter över havet och antalet invånare är 131.
Terrängen runt Velký Luh är platt åt sydväst, men åt nordost är den kuperad. Runt Velký Luh är det glesbefolkat, med 19 invånare per kvadratkilometer. Närmaste större samhälle är Cheb, 13,3 km söder om Velký Luh. Trakten runt Velký Luh består till största delen av jordbruksmark.